# 트브르도신구

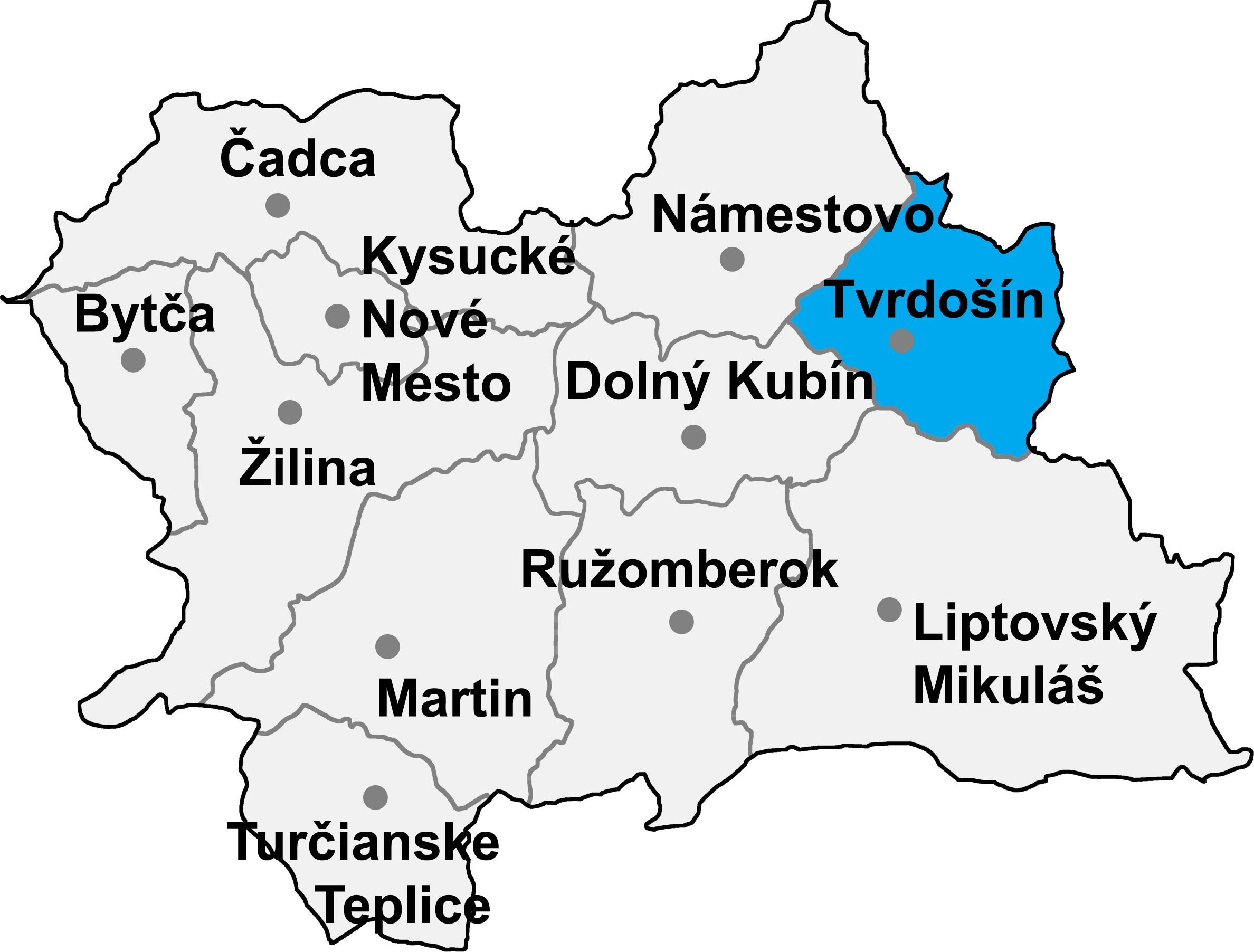
트브르도신구의 위치

트브르도신구(슬로바키아어: Okres Tvrdošín)는 슬로바키아 질리나주를 구성하는 11개 구 가운데 하나로 행정 중심지는 트브르도신이며 면적은 478.92km2, 인구는 36,066명(2014년 기준), 인구 밀도는 75.31명/km2이다.
질리나주 동부에 위치하며 15개 지방 자치체(2개 시, 13개 마을)를 관할한다. 북서쪽으로는 나메스토보구, 서쪽으로는 돌니쿠빈구, 남쪽으로는 립토우스키미쿨라시구와 접하며 북쪽과 동쪽으로는 폴란드와 국경을 접한다.